# Isotealia dubia
Isotealia dubia är en havsanemonart som först beskrevs av Wassilieff 1908.  Isotealia dubia ingår i släktet Isotealia och familjen Actiniidae. Inga underarter finns listade i Catalogue of Life.